# Каска (язык)
Каска — язык, на котором говорят индейцы каска, проживающие в Северо-Западных территориях и Юконе, Канада. Язык относится к атабаскской группе языковой семьи на-дене. Число носителей — менее 100 чел.
Алфавит каска функционирует на латинской основе и включает следующие буквы: a, b, ch, ch', d, dl, dz, e, f, g, gh, h, i, j, k, k', l, ł, m, n, o, r, s, sh, t, t', tl, tl', ts, ts', u, w, y, z, '. Долгота гласных обозначаются макроном (ā), назализация — седилем (ą), высокий тон — акутом (á), нисходящий тон — циркумфлексом (â), нисходящий тон — гачеком (ǎ).